# أوراكا فرنانديث
أوراكا فرنانديث (توفيت.1007) كانت ملكة ليون القرينة بزواجها من أردونيو الثالث ثم أردونيو الرابع وأصبحت أيضا ملكة نافارا القرينة بزواجها من سانشو الثاني.

## العائلة
كانت أوراكا إنفانتا من كونتية قشتالة بحيث هي أبنة فرنان غونثالث وسانشا سانشيز من بنبلونة أبنة سانشو الأول ملك نافارا.
تزوجت لأول مرة من أردونيو الثالث ملك ليون في عام 951، وكان لديهم اثنين؛ وربما ثلاثة أطفال:-
- أردونيو توفي الشاب.
- تيريزا أصبحت راهبة.
- (ربما) برمودو الثاني ملك ليون، خضعت أمومته للنقاش.[1]

في عام 958، بعد وفاة أردونيو، تزوجت مرة أخرى إلى أردونيو الرابع توفي في 960.
كان زواجها الثالث والأهم في عام 962 من سانشو الثاني ملك بنبلونة، وكان كل من سانشو وأوراكا أحفاد سانشو الأول ملك بنبلونة، كان لديهم العديد من الأطفال:-
- غارسيا سانشيز الثاني ملك بنبلونة.
- راميرو (توفي 992)
- غونزالو، الذي حكم مقاطعة أراغون، بحيث كانت أوراكا الوصية عليه.
- أوراكا أسملت وأتخذ الاسم العربي عبدة بعد أن أعطها والدها سانشو الثاني لـ الحاجب المنصور كان لديهم أبن واحد، يدعى عبد الرحمن شنجول الذي أصبح حاجب لـ هشام المؤيد بالله، خليفة قرطبة.